# قره‌کموش
قره‌کموش جماعت و شهرکی در جنوب غربی کشور تاجیکستان است که در ناحیهٔ تیمورملک ولایت ختلان قرار دارد. جمعیت این جماعت ۵۶۲۷ است.